# هومر كولير
هومر كولير (بالإنجليزية: Homer Lusk Collyer)‏ هو محامي أمريكي، ولد في 6 نوفمبر 1881 في مانهاتن في الولايات المتحدة، وتوفي في 21 مارس 1947 في هارلم في الولايات المتحدة.